# Nemaquilins

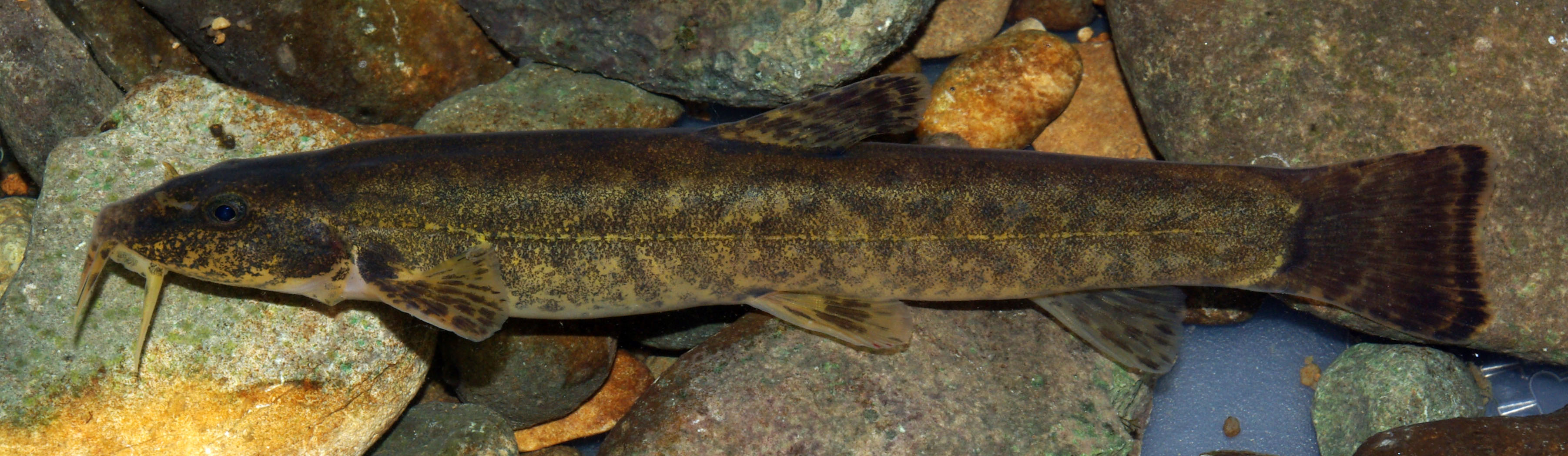
Llop (Barbatula quignardi) fotografiat a prop de Pesquera de Ebro (província de Burgos, l'Estat espanyol).

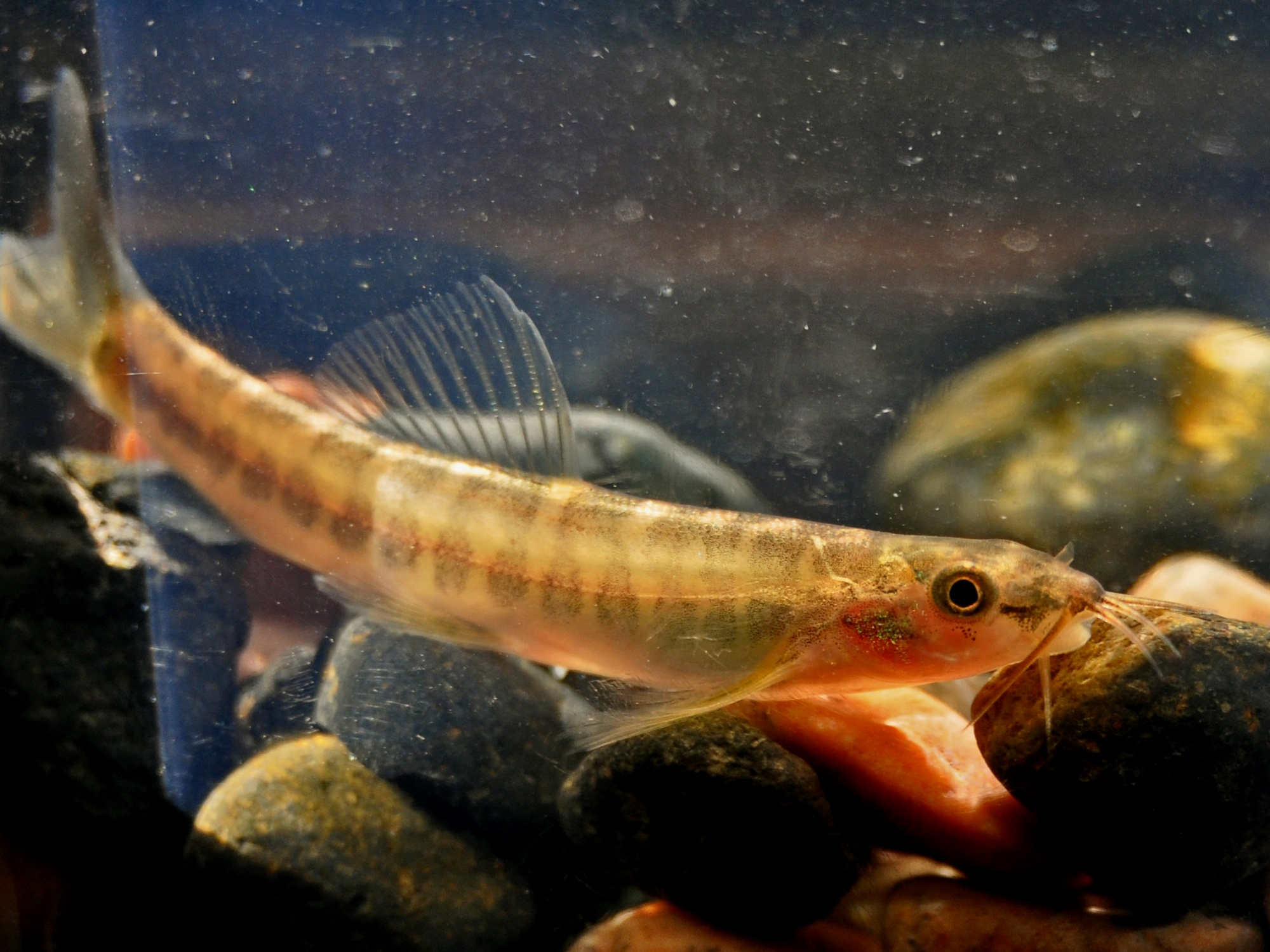
Nemacheilus chrysolaimos

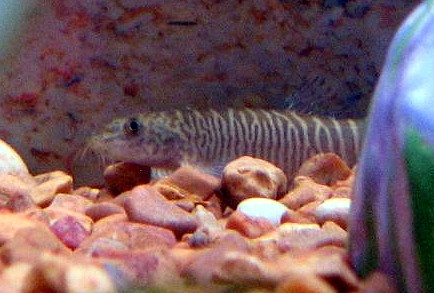
Schistura mahnerti

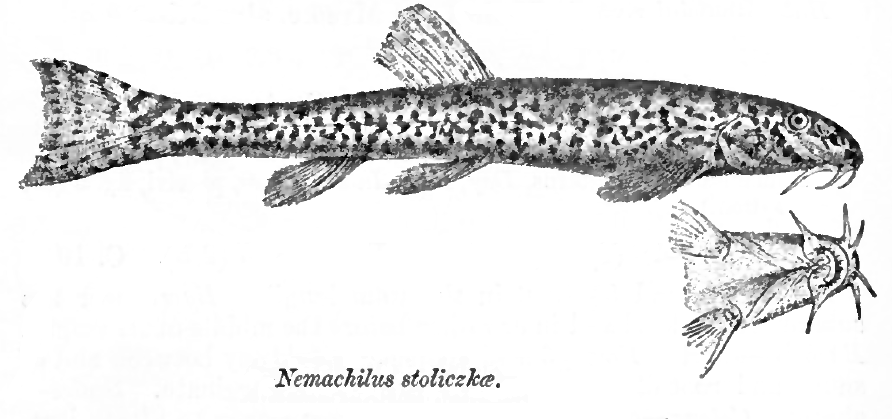
Triplophysa stoliczkai (il·lustració de l'any 1889)

Els nemaquilins (Nemacheilinae) constitueixen una subfamília de peixos cipriniformes pertanyent a la família dels balitòrids.

## Distribució geogràfica
Es troba a Euràsia (incloent-hi la Xina -amb gairebé la meitat d'espècies- i l'Índia) i l'Àfrica del Nord (amb només 1 espècie).

## Gèneres
| - Aborichthys (Chaudhuri, 1913) - Acanthocobitis (Peters, 1861) - Barbatula (Linck, 1790) - Barbucca (Roberts, 1989) - Claea (Kottelat, 2010) - Claea dabryi (Sauvage, 1874) - Dzihunia (Prokofiev, 2001) - Ellopostoma (Vaillant, 1902) - Heminoemacheilus (Zhu & Cao, 1987) - Homatula (Nichols, 1925) - Ilamnemacheilus (Coad & Nalbant, 2005) - Indoreonectes (Rita & Banarescu, 1978) - Lefua (Herzenstein, 1888) | - Longischistura (Banarescu & Nalbant 1995) - Mesonoemacheilus (Banarescu & Nalbant, 1982) - Micronemacheilus (Rendahl, 1944) - Nemacheilus (Bleeker, 1863) - Nemachilichthys (Day, 1878) - Neonoemacheilus (Zhu & Guo, 1985) - Nun (Banarescu & Nalbant, 1982) - Oreias (Kaup 1829) - Oreonectes (Günther, 1868) - Orthrias (Jordan & Fowler, 1903) - Oxynoemacheilus (Banarescu & Nalbant, 1966) - Paracobitis (Bleeker, 1863) - Paranemachilus (Zhu, 1983) | - Physoschistura (Banarescu & Nalbant, 1982) - Protonemacheilus (Yang & Chu, 1990) - Pteronemacheilus (Bohlen & Šlechtová, 2011) - Pteronemacheilus lucidorsum (Bohlen & Šlechtová, 2011) - Schistura (McClelland, 1839) - Sectoria (Kottelat, 1990) - Seminemacheilus (Banarescu & Nalbant, 1995) - Sphaerophysa (Cao & Zhu, 1988) - Sundoreonectes (Kottelat, 1990) - Triplophysa (Rendahl, 1933) - Tuberoschistura (Kottelat, 1990) - Turcinoemacheilus (Banarescu & Nalbant, 1964) - Vaillantella (Fowler, 1905) - Yunnanilus (Nichols, 1925) |